# Trachycephalus hadroceps
Trachycephalus hadroceps és una espècie de granota que es troba a la Guaiana Francesa, Guyana, Surinam i, possiblement també, al Brasil.